# Fancy Nancy Clancy
A Fancy Nancy Clancy (eredeti cím: Fancy Nancy) 2018-tól vetített amerikai televíziós 3D-s számítógépes animációs fantasy sorozat, amelyet Jamie Mitchell és Mircea Mantta rendezett. Az animációs játékfilmsorozat alkotója Anne Smith. A zenéjét TJ Hill és Matthew Tishler szerezte. A tévéfilmsorozat a Disney Television Animation gyártásában készült.
Amerikában 2018. július 13-án a Disney Junior, míg Magyarországon az M2 mutatta be 2021. március 15-én.
A Disney a premier előtt berendelte a második évadot. 2019 szeptember 19-én megújították egy harmadik évadra.

## Ismertető
A hat éves Fancy Nancy szereti a divatot és Franciaországot. Nancy a szürke hétköznapok is fantasztikussá varázsol és élvezi a szülei és a barátai társaságát.

## Szereplők
| Szereplő       | Eredeti hang         | Magyar hang                                       |
| -------------- | -------------------- | ------------------------------------------------- |
| Nancy Clancy   | Mia Sinclair Jenness | Károlyi Lilla                                     |
| JoJo Clancy    | Spencer Moss         | Papucsek Sarolta (1. évad) Bak Julianna (2. évad) |
| Claire Clancy  | Alyson Hannigan      | Sipos Eszter Anna                                 |
| Doug Clancy    | Rob Riggle           | Juhász Zoltán                                     |
| Mrs. Devine    | Christine Baranski   |                                                   |
| Grandpa Clancy | George Wendt         |                                                   |
| Bree James     | Dana Heath           | Boldog Emese                                      |
| Mrs. James     | Tatyana Ali          |                                                   |
| Mr. Singh      | Kal Penn             |                                                   |
| Jonathan       | Ian Chen             |                                                   |
| Mailman Gus    | Chi McBride          |                                                   |
| Lionel         | Malachi Barton       | Maszlag Bálint                                    |
| Brigitte       | Madison Pettis       |                                                   |
| Grace          | Hannah Nordberg      | Vida Sára                                         |
| Freddy         | Blake Moore          |                                                   |
| Rhonda/Wanda   | Ruby Jay             | Engel-Iván Lili / Szűcs Anna Viola                |
| Madame Lucille | Jenna Lea Rosen      |                                                   |
| Sean           | George Yionoulis     | Gáll Dávid                                        |

## Évados áttekintés
| Évad | Évad | Epizódok | Eredeti sugárzás   | Eredeti sugárzás   | Magyar sugárzás   | Magyar sugárzás   |
| Évad | Évad | Epizódok | Évadpremier        | Évadfinálé         | Évadpremier       | Évadfinálé        |
| ---- | ---- | -------- | ------------------ | ------------------ | ----------------- | ----------------- |
|      | 1    | 25       | 2018. július 13.   | 2019. augusztus 9. | 2021. március 15. | 2021. április 16. |
|      | 2    | 25       | 2019. október 4.   | 2021. május 9.     | 2022. március 23. | 2022. április 26. |
|      | 3    | 13       | 2021. november 12. | 2022. február 18.  |                   |                   |